# Вілар-де-Фігуш
Вілар-де-Фігуш (порт. Vilar de Figos; МФА: [vi.ˈɫaɾ dɨ ˈfi.guʃ]) — парафія в Португалії, у муніципалітеті Барселуш. Розташована в північно-західній частині країни, на теренах історичної португальської провінції Дору-Міню. Входить до складу округу Брага. За адміністративним поділом, чинним до 1976 року, терени парафії були складовою провінції Міню. Належить до Бразької архідіоцезії Католицької церкви. Патрон — святий Пелагій. Площа — 4,8265 км². Населення — 604 ос. (2011). Слабо урбанізований регіон. Густота населення — 125,14 осіб/км²
. Код — 030288.

## Населення
| Кількість мешканців | Кількість мешканців | Кількість мешканців | Кількість мешканців | Кількість мешканців | Кількість мешканців | Кількість мешканців | Кількість мешканців | Кількість мешканців | Кількість мешканців | Кількість мешканців | Кількість мешканців | Кількість мешканців | Кількість мешканців | Кількість мешканців |
| ------------------- | ------------------- | ------------------- | ------------------- | ------------------- | ------------------- | ------------------- | ------------------- | ------------------- | ------------------- | ------------------- | ------------------- | ------------------- | ------------------- | ------------------- |
| 1864                | 1878                | 1890                | 1900                | 1911                | 1920                | 1930                | 1940                | 1950                | 1960                | 1970                | 1981                | 1991                | 2001                | 2011                |
| 413                 | 432                 | 444                 | 445                 | 479                 | 478                 | 558                 | 702                 | 680                 | 681                 | 651                 | 643                 | 665                 | 651                 | 604                 |